# Stadtallendorf
Stadtallendorf è una città tedesca di 21 552 abitanti, situata nel land dell'Assia.

## Industria e commercio
A Stadtallendorf nel 1956 è stata aperta la prima sede estera della Ferrero.